# Rădulești, Hunedoara
Rădulești este un sat în comuna Dobra din județul Hunedoara, Transilvania, România. Se află în partea de vest a județului, la poalele nordice ale munților Poiana Ruscă. La recensământul din 2002 avea o populație de 128 locuitori. Biserica ortodoxă cu hramul „Cuvioasa Paraschiva” este construită din lemn în 1733 și este monument istoric.

## Istoric
În 1944 pe teritoriul localității s-a descoperit, un tezaur monetar format din tetradrahme dacice inedite, denumite ulterior tip Rădulești – Hunedoara (245 de bucăți).

## Monumente istorice
Biserica de lemn „Cuvioasa Paraschiva”

## Imagini

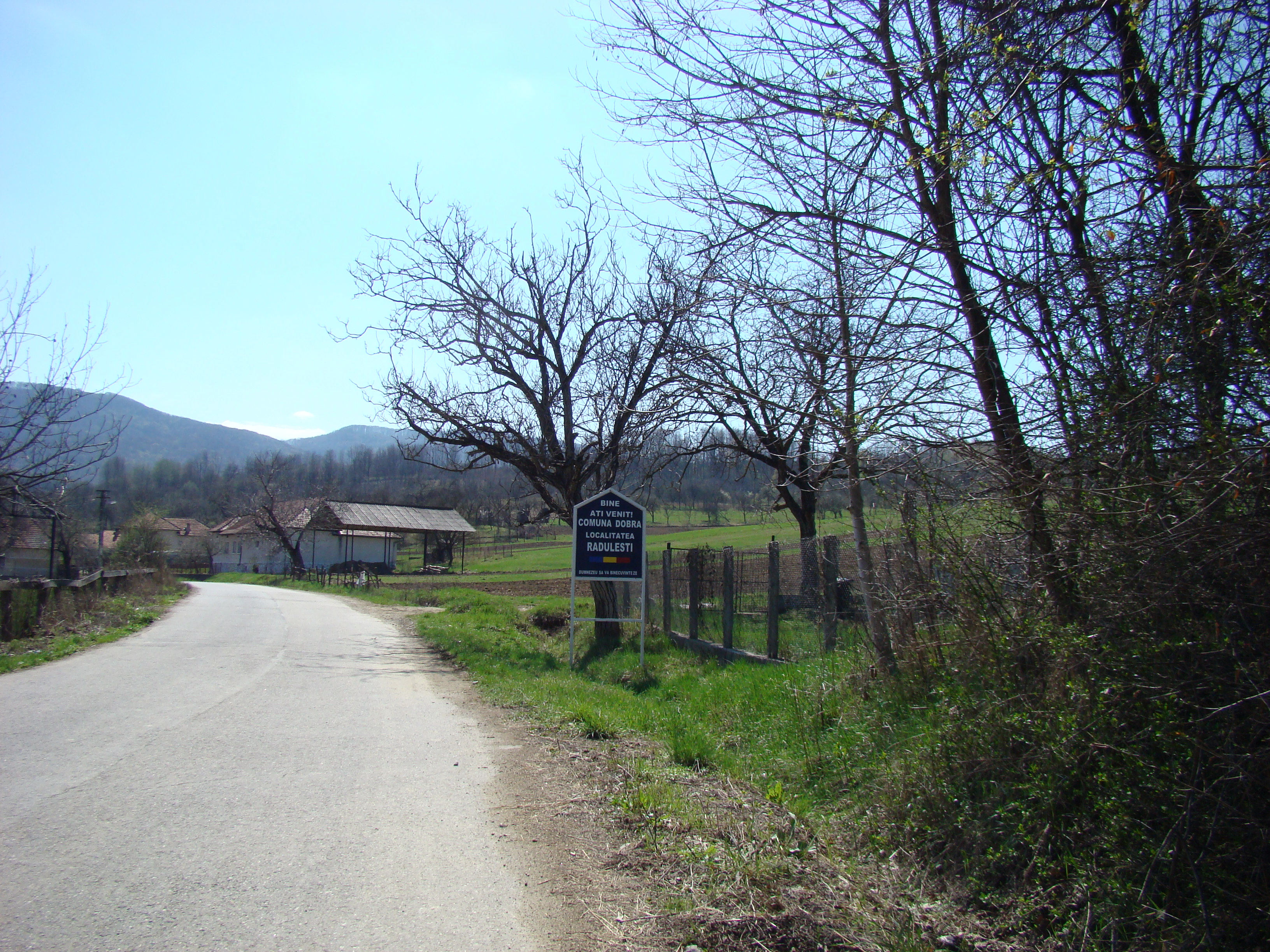
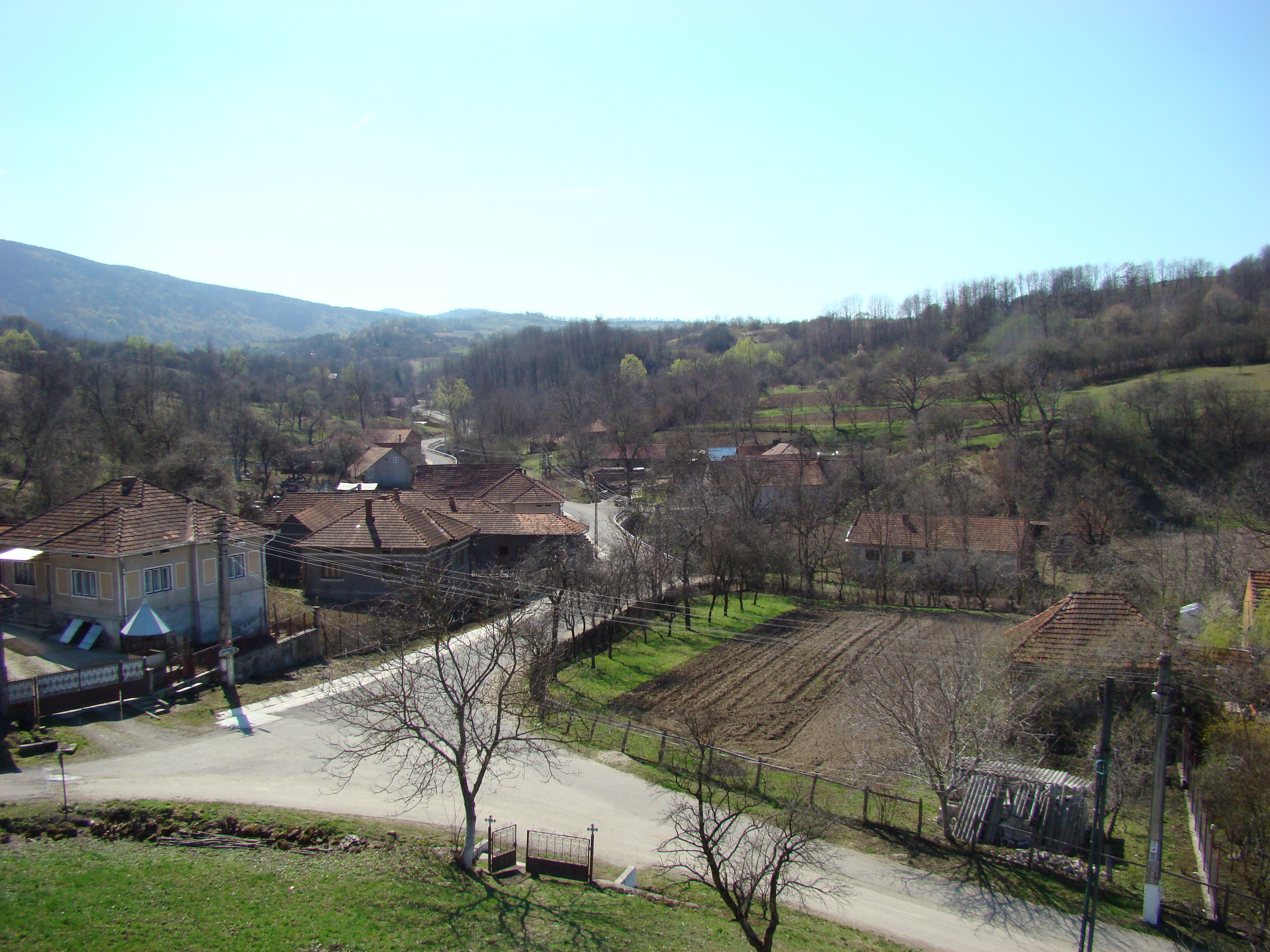
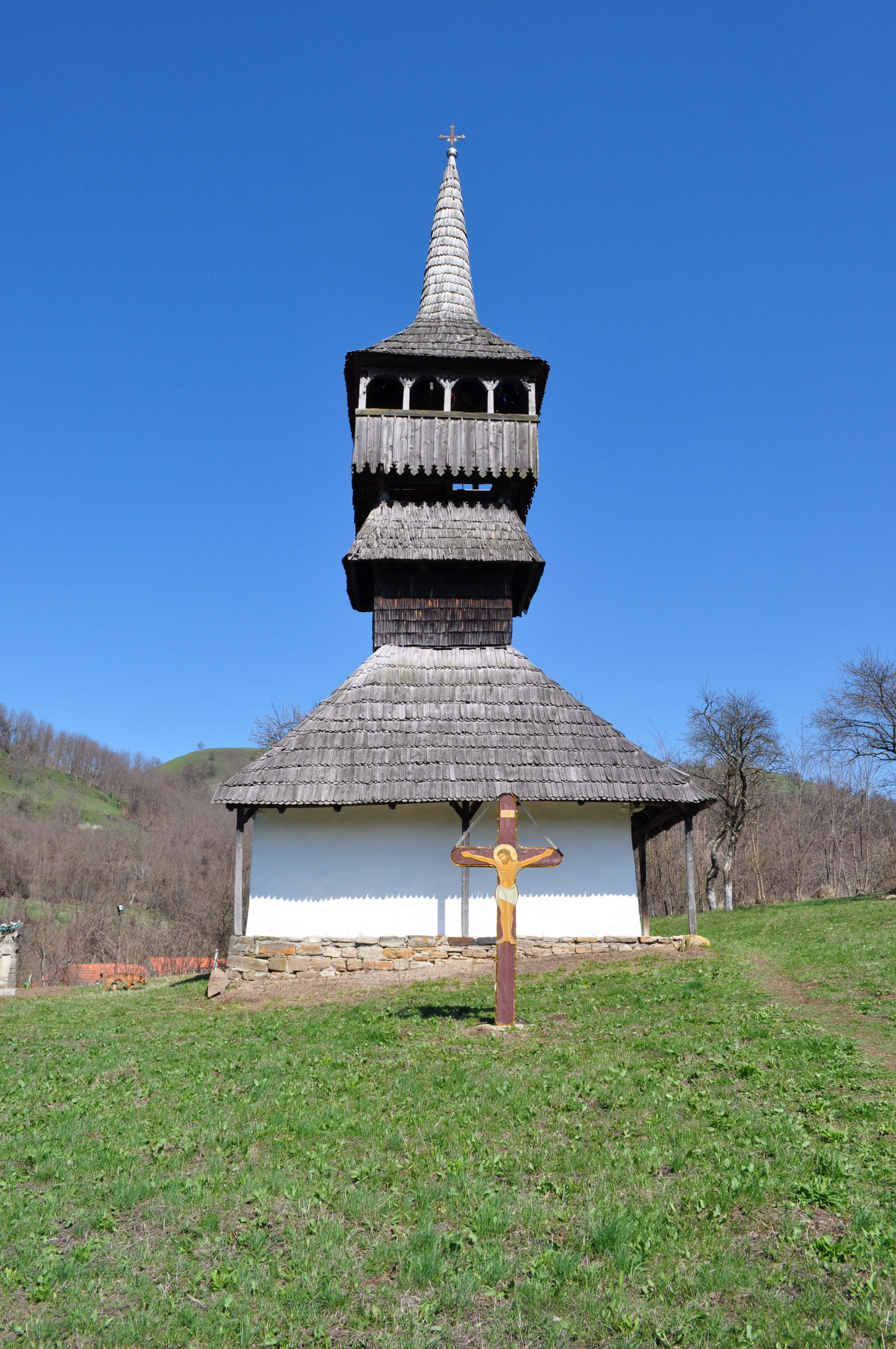
Biserica de lemn „Cuvioasa Paraschiva”
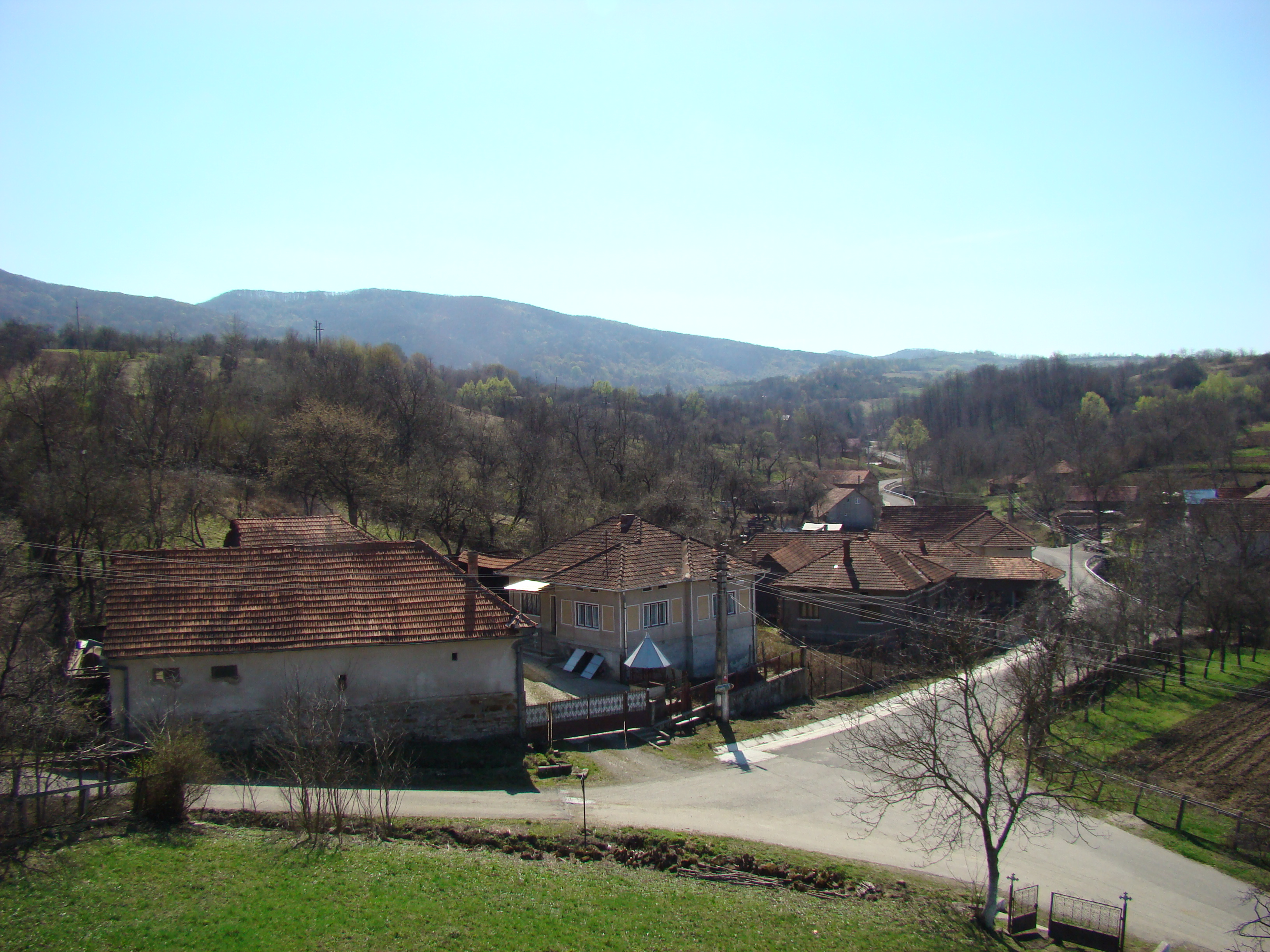